# カシオペヤ座カッパ星
カシオペヤ座κ星（カシオペヤざカッパせい、κ Cassiopeiae、κ Cas）は、カシオペヤ座の恒星である。見かけの等級は4.16と、肉眼でみることができる明るさである。わずかに変光しており、変光星総合カタログでははくちょう座α型変光星に分類されている。カシオペヤ座κ星の周囲には、遠赤外線で顕著なバウショックが観測されている。

## 特徴
カシオペヤ座κ星はB型超巨星で、スペクトル型はB1 Iaと分類される。一方、バルマー線で輝線成分が検出されたことがあり、輝線星に分類されることもある。また、スペクトルの各成分を細かくみると、窒素の吸収線がほとんどみえない一方、酸素イオン・炭素イオンの吸収線は顕著であることから、セロ・トロロ汎米天文台のノーラン・ウォルボーン（Nolan R. Walborn）は、B型星のうちBC型に属すとし、スペクトル型はBC0.7 Iaと分類している。
カシオペヤ座κ星の距離指数は、カシオペヤ座OB14アソシエーションのものと整合し、このアソシエーションの一員ではないかとみられている。カシオペヤ座OB14の典型的な距離は、およそ3600光年とされる。一方で、ヒッパルコス衛星が測定した年周視差や、カルシウムイオンの星間吸収線を指標とした推定では、4600光年となる。ヒッパルコス等の距離を採用すると、カシオペヤ座κ星の光度はかじき座S型変光星相当になるが、実際にはそのような挙動は観測されておらず、これだと距離を遠く見積もり過ぎていると考えられる。

### 変光
カシオペヤ座κ星は、観測時期によってスペクトルが変化していることが、古くから報告されている。更に、吸収線の等価幅や輪郭、視線速度も時間によって変化することがわかっている。一方、明るさの変化は、観測者によって異なる値が報告されていたが、ヒッパルコスの観測結果から変光周期を分析した結果、2.65日周期で、0.06等級程度の光度変化をしていると考えられるに至り、はくちょう座α型変光星に分類された。より詳しい分析でも、基本的な変光周期はおよそ2.7日であることが確認され、その他に分光の時間変化では2日から10日程度、光度変化では20日程度と50日程度の周期の副次的な変化もみられ、カシオペヤ座κ星の変光は複雑な様相を呈している。

### 星周構造

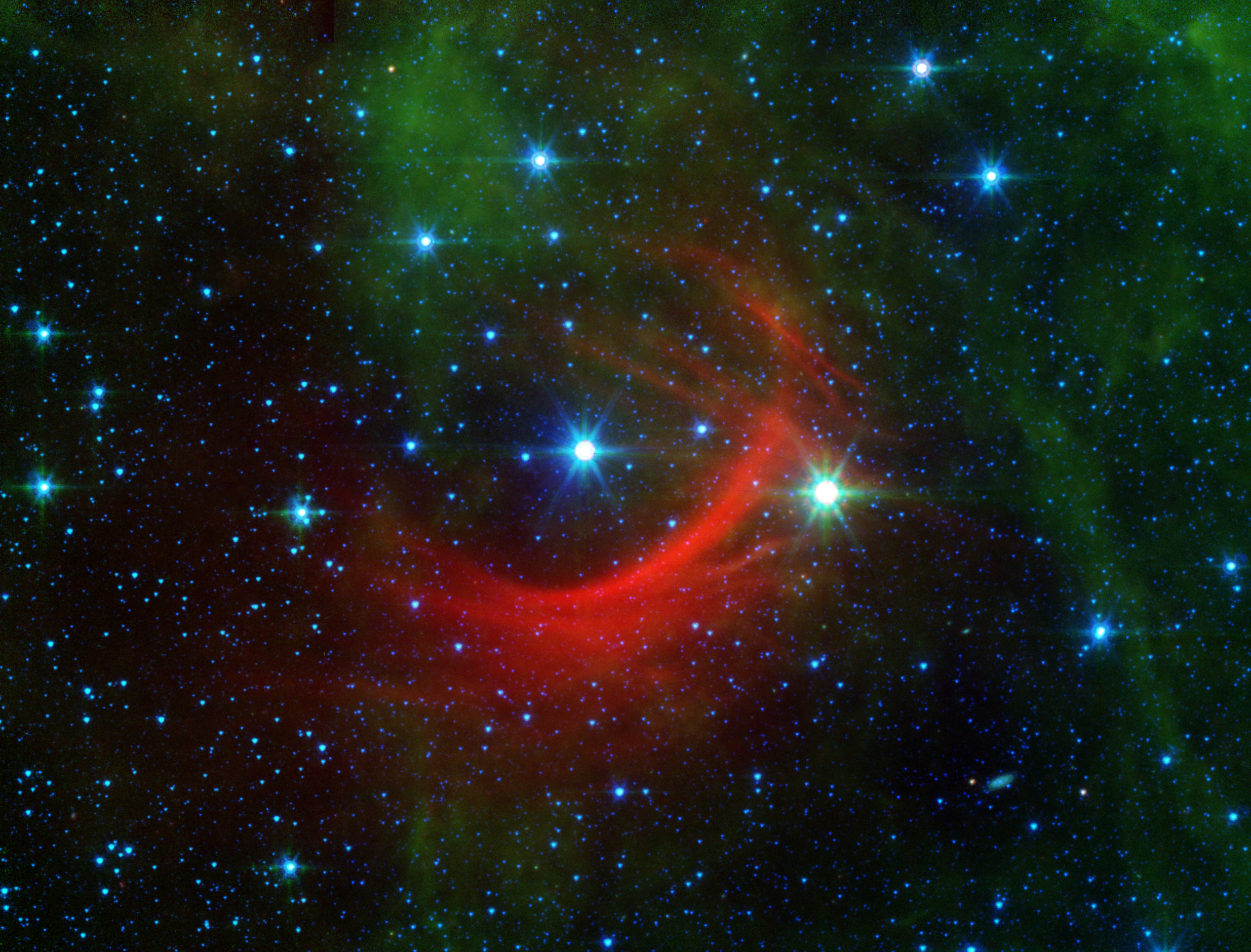
スピッツァーがとらえたカシオペヤ座κ星とその周りのバウショック。出典: NASA / JPL-Caltech

カシオペヤ座κ星は逃走星で、周囲の星間物質に対する運動の相対速度は数十km/sに達する。また、B型超巨星で強力な恒星風を放出しており、その終端速度は1000km/sにもなるとみられる。恒星風は、カシオペヤ座κ星を取り巻く星間物質と衝突し、顕著なバウショックを形成している。
カシオペヤ座κ星の周りのバウショックは、IRAS衛星の観測によって1980年代に発見された。スピッツァー宇宙望遠鏡がとらえたバウショックは、はっきりした弧に加えてたくさんの巻雲のような繊維状構造を示している。この繊維状構造は、恒星風に衝突される星間物質が、星間磁場の影響で不均一に分布していたことの現れであると考えられる。カシオペヤ座κ星のバウショックは、恒星に最も近く最も明るい弧まででも、およそ2.4光年ある巨大な構造とみられる。

## 名称
中国では、カシオペヤ座κ星は、春秋時代の名御者に見立てた王良（拼音: Wáng Liáng）という星官を、カシオペヤ座β星、カシオペヤ座η星、カシオペヤ座α星、カシオペヤ座λ星とともに形成する。カシオペヤ座κ星自身は、王良二（拼音: Wáng Liáng èr）すなわち王良の2番星と呼ばれる。